# The Monkees' diskografi
Den amerikaske pop/rock-gruppe The Monkees' diskografi består af 13 studiealbums, 8 livealbums og 31 opsamlingsalbums samt 24 singler.

## Albums

### Studiealbums
| År                                         | Titel                                    | Albumdetaljer                                                   | Højeste hitlisteplacering | Højeste hitlisteplacering | Højeste hitlisteplacering | Højeste hitlisteplacering | Certificering     |
| År                                         | Titel                                    | Albumdetaljer                                                   | US                        | CA                        | NO                        | UK                        | Certificering     |
| ------------------------------------------ | ---------------------------------------- | --------------------------------------------------------------- | ------------------------- | ------------------------- | ------------------------- | ------------------------- | ----------------- |
| 1966                                       | The Monkees                              | - Udgivet: October 10, 1966 - Pladeselskab: Colgems COM/COS-101 | 1                         | 1                         | 3                         | 1                         | - RIAA: 5× platin |
| 1967                                       | More of the Monkees                      | - Udgivet: January 9, 1967 - Pladeselskab: Colgems COM/COS-102  | 1                         | 1                         | 1                         | 1                         | - RIAA: 5× platin |
| 1967                                       | Headquarters                             | - Udgivet: May 22, 1967 - Pladeselskab: Colgems COM/COS-103     | 1                         | 1                         | 2                         | 2                         | - RIAA: 2x platin |
| 1967                                       | Pisces, Aquarius, Capricorn & Jones Ltd. | - Udgivet: November 6, 1967 - Pladeselskab: Colgems COM/COS-104 | 1                         | 2                         | 4                         | 5                         | - RIAA: 2× platin |
| 1968                                       | The Birds, The Bees & The Monkees        | - Udgivet: April 22, 1968 - Pladeselskab: Colgems COM/COS-109   | 3                         | 6                         | —                         | —                         | - RIAA: Platin    |
| 1968                                       | Head                                     | - Udgivet: December 1, 1968 - Pladeselskab: Colgems COSO-5008   | 45                        | 24                        | —                         | —                         |                   |
| 1969                                       | Instant Replay                           | - Udgivet: February 15, 1969 - Pladeselskab: Colgems COS-113    | 32                        | 45                        | —                         | —                         |                   |
| 1969                                       | The Monkees Present                      | - Udgivet: October 1, 1969 - Pladeselskab: Colgems COS-117      | 100                       | —                         | —                         | —                         |                   |
| 1970                                       | Changes                                  | - Udgivet: June 1970 - Pladeselskab: Colgems COS-119            | 152                       | —                         | —                         | —                         |                   |
| 1987                                       | Pool It!                                 | - Udgivet: August 1987 - Pladeselskab: Rhino 70706              | 72                        | —                         | —                         | —                         |                   |
| 1996                                       | Justus                                   | - Udgivet: October 15, 1996 - Pladeselskab: Rhino 72542         | —                         | —                         | —                         | —                         |                   |
| 2016                                       | Good Times!                              | - Udgivet: May 27, 2016 - Pladeselskab: Rhino 553592            | 14                        | 95                        | —                         | 29                        |                   |
| 2018                                       | Christmas Party                          | - Udgivet: October 2018 - Pladeselskab: Rhino                   | 66                        | —                         | —                         | —                         |                   |
| "—" nåede ikke hitlisterne i dette område. |                                          |                                                                 |                           |                           |                           |                           |                   |

- Changes nåede ikke hitlisten i 1970, men nåede ind på Billboard 200 ved genudgivelsen i 1986.
- Justus blev oprindeligt kun udgivet på kassettebånd og CD, men ikke på vinyl. Den blev udgivet på vinyl 30. oktober 2012.

### Live albums
| 1987                                       | Live 1967                                         | - Udgivet: July 1987 - Pladeselskab: Rhino 70139                                                 | —   |
| 1987                                       | 20th Anniversary Tour 1986                        | - Udgivet: July 1987 - Pladeselskab: Rhino FSH-71110 (two LPs) - Released as Live! on CD in 1994 | —   |
| 1995                                       | Micky & Davy - Together Again                     | - Udgivet: 1995 - Pladeselskab: n/a                                                              | —   |
| 2001                                       | 2001: Live in Las Vegas                           | - Udgivet: 2001 - Pladeselskab: n/a                                                              | —   |
| 2001                                       | Summer 1967: The Complete U.S. Concert Recordings | - Udgivet: May 18, 2001 - Pladeselskab: Rhino Handmade 7755 (four CDs)                           | —   |
| 2003                                       | Live Summer Tour                                  | - Udgivet: 2003 - Pladeselskab: WIN Media/King Biscuit                                           | —   |
| 2006                                       | Extended Versions                                 | - Udgivet: November 28, 2006 - Pladeselskab: BMG Special Markets                                 | —   |
| 2020                                       | The Mike and Micky Show LIVE!                     | - Udgivet: April 3, 2020 - Pladeselskab: Rhino                                                   | 178 |
| "—" nåede ikke hitlisterne i dette område. |                                                   |                                                                                                  |     |

### Compilation albums
| 1960s                                      | The Monkees Greatest Hits                     | - Udgivet: June 1969 - Pladeselskab: Colgems COS-115 | 89  | —  |
| 1970s                                      | Golden Hits                                   | - Udgivet: January 1970 - Pladeselskab: Colgems PRS-329 | —   | —  |
| 1970s                                      | Barrel Full of Monkees                        | - Udgivet: January 1971 - Pladeselskab: Colgems SCOS-1001 | 207 | —  |
| 1970s                                      | Re-Focus                                      | - Udgivet: September 1972 - Pladeselskab: Bell 6081 | —   | —  |
| 1970s                                      | The Monkees                                   | - Udgivet: June 1976 - Pladeselskab: Laurie House 8009/RCA Special Products 2-0188                                                                                  | —   | —  |
| 1970s                                      | The Monkees Greatest Hits                     | - Udgivet: July 1976 - Pladeselskab: Arista 4089 (later 8313) | 58  | 55 |
| 1970s                                      | Monkeemania (40 Timeless Hits)                | - Udgivet: 1979 - Pladeselskab: Arista L 70157/8 (Australia) | —   | 37 |
| 1980s                                      | Greatest Hits                                 | - Udgivet: 1980 - Pladeselskab: Arista L 37208 | —   | 50 |
| 1980s                                      | More Greatest Hits of The Monkees             | - Udgivet: October 1982 - Pladeselskab: Arista 2007 (later 8334) | —   | —  |
| 1980s                                      | Monkee Business                               | - Udgivet: November 1982 - Pladeselskab: Rhino 701 | —   | —  |
| 1980s                                      | Monkee Flips                                  | - Udgivet: February 1984 - Pladeselskab: Rhino 113 | —   | —  |
| 1980s                                      | Hit Factory                                   | - Udgivet: December 1985 - Pladeselskab: Pair 1109 (two LPs) | —   | —  |
| 1980s                                      | The Best of The Monkees                       | - Udgivet: June 1986 - Pladeselskab: Silver Eagle/Arista 1048 | —   | —  |
| 1980s                                      | Then & Now... The Best of The Monkees         | - Udgivet: June 1986 - Pladeselskab: Arista 8432 | 21  | 35 |
| 1980s                                      | Missing Links                                 | - Udgivet: July 1987 - Pladeselskab: Rhino 70150 | —   | —  |
| 1990s                                      | Missing Links Volume Two                      | - Udgivet: January 1990 - Pladeselskab: Rhino 70903 | —   | —  |
| 1990s                                      | Listen to the Band                            | - Udgivet: October 1991 - Pladeselskab: Rhino 70566 (four CDs) | —   | —  |
| 1990s                                      | 25th Anniversary Collection                   | - Udgivet: 1992 - Pladeselskab: Arista 262507 | —   | 25 |
| 1990s                                      | Greatest Hits                                 | - Udgivet: November 1995 - Pladeselskab: Rhino 72190 | —   | —  |
| 1990s                                      | Barrelful of Monkees: Monkees Songs for Kids! | - Udgivet: March 1996 - Pladeselskab: Kid Rhino 72407 | —   | —  |
| 1990s                                      | Missing Links Volume Three                    | - Udgivet: March 1996 - Pladeselskab: Rhino 72153 | —   | —  |
| 1990s                                      | I'm a Believer and Other Hits                 | - Udgivet: July 1997 - Pladeselskab: Flashback/Rhino 72883 | —   | —  |
| 1990s                                      | Last Train to Clarksville and Other Hits      | - Udgivet: September 1997 - Pladeselskab: Flashback/Rhino | —   | —  |
| 1990s                                      | Daydream Believer and Other Hits              | - Udgivet: March 1998 - Pladeselskab: Flashback/Rhino 75242 | —   | —  |
| 1990s                                      | The Monkees Anthology                         | - Udgivet: April 1998 - Pladeselskab: Rhino 75269 (two CDs) | —   | —  |
| 2000s                                      | Music Box                                     | - Udgivet: February 2001 - Pladeselskab: Rhino 76706 (four CDs) | —   | —  |
| 2000s                                      | The Definitive Monkees                        | - Udgivet: April 2001 - Pladeselskab: WEA 8573-86691-2 | —   | 52 |
| 2000s                                      | The Essentials                                | - Udgivet: June 2002 - Pladeselskab: Rhino 76057 | —   | —  |
| 2000s                                      | The Best of The Monkees                       | - Udgivet: April 2003 - Pladeselskab: Rhino 73875 (two CDs) | 20  | —  |
| 2000s                                      | The Headquarters Sessions                     | - Udgivet: September 2003 - Pladeselskab: Rhino Handmade 7715 (three CDs)                                                                                           | —   | —  |
| 2010s                                      | The Monkees in Mono                           | - Released: October 2014 - Label: Friday Music - Contains new vinyl pressings of the first five original albums - Each record contains new messages in the dead wax |     | —  |
| 2010s                                      | Classic Album Collection                      | - Released: January 2016 - Label: Rhino - Contains all nine original studio albums - Plus bonus disc consisting of non-album singles                                |     | —  |
|                                            | The Monkees 50                                | - Released: August 2016 - Label: Rhino |     | —  |
| "—" nåede ikke hitlisterne i dette område. |                                               | |     |    |

## Singler
Den nedenstående tabel indeholder alle større singler udgivet i USA, inklusive 12 singler udgivet af Colgems Records fra 1966-1970; 1971 Bell singlen "Do It in the Name of Love"; to Dolenz, Jones, Boyce & Hart singler udgivet på Columbia Records; julesinglerne udgivet i 1976 og 2018; to fra den canadiske hitliste Arista udgivet i 1986 på opsamlingsalbummet Then & Now... The Best of The Monkees; begge Rhino singler udgivet på Pool It! (1987); og tre digitale singler udgivet i forbindelse Good Times! i 2016. Selvom ingen af numrene fra Headquarters (1967) blev udgivet som singler i Nordamerika, "Randy Scouse Git" blev udgivet mange andre steder (ofte under titlen "Alternate Title"). RCA udgav et stort antal andre singler internationalt, der ikke blev udgivet i USA. Tabellen inkluderer kun nævneværdige hitlisteplaceringer i Europa, Japan og Australien. Et antal EP'er er udeladt.
| År   | Titels (A-side, B-side) Both sides from same album except where indicated                      | Højeste hitlisteplacering | Højeste hitlisteplacering | Højeste hitlisteplacering | Højeste hitlisteplacering | Højeste hitlisteplacering | Højeste hitlisteplacering | Højeste hitlisteplacering | Højeste hitlisteplacering | Højeste hitlisteplacering | Højeste hitlisteplacering | Højeste hitlisteplacering | Højeste hitlisteplacering | Højeste hitlisteplacering | Højeste hitlisteplacering | Højeste hitlisteplacering | Certifications | Studio Album                             |
| År   | Titels (A-side, B-side) Both sides from same album except where indicated                      | US                        | US AC                     | US CB                     | US RW                     | AUS                       | AUT                       | BEL                       | CAN                       | GER                       | IRE                       | JP CB                     | JP OR                     | NED                       | NOR                       | UK                        | Certifications | Studio Album                             |
| ---- | ---------------------------------------------------------------------------------------------- | ------------------------- | ------------------------- | ------------------------- | ------------------------- | ------------------------- | ------------------------- | ------------------------- | ------------------------- | ------------------------- | ------------------------- | ------------------------- | ------------------------- | ------------------------- | ------------------------- | ------------------------- | -------------- | ---------------------------------------- |
| 1966 | "Last Train to Clarksville" Take a Giant Step"                                                 | 1 —                       | — —                       | 1 —                       | 1 —                       | 14 —                      | — —                       | — —                       | 1 —                       | 29 —                      | 5 —                       | 2 —                       | — —                       | 14 —                      | — —                       | 23 —                      | - RIAA: Guld   | The Monkees                              |
| 1966 | "I'm a Believer" (I'm Not Your) Steppin' Stone"                                                | 1 20                      | — —                       | 1 25                      | 1 42                      | 1 —                       | 1 —                       | 1 —                       | 1 1                       | 1 —                       | 1 —                       | 3 —                       | — —                       | 1 —                       | 1 —                       | 1 —                       | - RIAA: Guld   | More of the Monkees                      |
| 1967 | "A Little Bit Me, a Little Bit You" The Girl I Knew Somewhere" (non-album track)               | 2 39                      | — —                       | 1 —                       | 1 69                      | 4 —                       | 4 —                       | 10 —                      | 1 —                       | 7 17                      | 6 —                       | — —                       | — —                       | 7 —                       | 3 —                       | 3 —                       | - RIAA: Guld   | N/A                                      |
| 1967 | "(theme from) The Monkees" I Wanna Be Free"                                                    | — —                       | — —                       | — —                       | — —                       | — —                       | — —                       | — —                       | — —                       | — —                       | — —                       | 1 —                       | 4 —                       | — —                       | — —                       | — —                       |                | The Monkees                              |
| 1967 | "Randy Scouse Git" ("Alternate Title") "Forget That Girl"                                      | — —                       | — —                       | — —                       | — —                       | 5 —                       | 14 —                      | 11 —                      | — —                       | 11 —                      | 4 —                       | — —                       | — —                       | 18 —                      | 2 —                       | 2 —                       |                | Headquarters                             |
| 1967 | "Pleasant Valley Sunday" Words"                                                                | 3 11                      | — —                       | 3 5                       | 2 14                      | 10 —                      | — —                       | — —                       | 1 57                      | 18 —                      | 11 —                      | — 9                       | — 17                      | — —                       | 4 —                       | 11 —                      | - RIAA: Guld   | Pisces, Aquarius, Capricorn & Jones Ltd. |
| 1967 | "I Wanna Be Free" "You Just May Be the One" (from Headquarters)                                | — —                       | — —                       | — —                       | — —                       | 14 —                      | — —                       | — —                       | — —                       | — —                       | — —                       | — —                       | — —                       | — —                       | — —                       | — —                       |                | The Monkees                              |
| 1967 | "Daydream Believer" Goin' Down" (non-album track)                                              | 1 104                     | — —                       | 1 —                       | 1 —                       | 2 16                      | 7 —                       | 8 —                       | 1 36                      | 4 —                       | 1 —                       | 2 —                       | 4 —                       | 3 —                       | 2 —                       | 5 —                       | - RIAA: Guld   | The Birds, The Bees & The Monkees        |
| 1967 | "Star Collector" "No Time" (from Headquarters)                                                 | — —                       | — —                       | — —                       | — —                       | — —                       | — —                       | — —                       | — —                       | — —                       | — —                       | — —                       | 37 —                      | — —                       | — —                       | — —                       |                | Pisces, Aquarius, Capricorn & Jones Ltd. |
| 1968 | "Valleri" "Tapioca Tundra"                                                                     | 3 34                      | — —                       | 1 47                      | 1 38                      | 4 —                       | 20 —                      | 11 —                      | 1 1                       | 11 —                      | 8 —                       | 2 —                       | 4 —                       | 12 —                      | 9 —                       | 12 —                      | - RIAA: Guld   | The Birds, The Bees & The Monkees        |
| 1968 | "D. W. Washburn" "It's Nice to Be with You"                                                    | 19 51                     | — —                       | 10 26                     | 12 31                     | 11 —                      | — —                       | — —                       | 2 15                      | — —                       | 19 —                      | 7 —                       | 20 —                      | — —                       | — —                       | 17 —                      |                | N/A                                      |
| 1968 | "Porpoise Song" "As We Go Along"                                                               | 62 106                    | — —                       | 41 —                      | 30 flip                   | 57 —                      | — —                       | — —                       | 26 —                      | — —                       | — —                       | — —                       | — —                       | — —                       | — —                       | — —                       |                | Head                                     |
| 1968 | "Mary, Mary" "What Am I Doing Hangin' 'Round?" (from Pisces, Aquarius, Capricorn & Jones Ltd.) | — —                       | — —                       | — —                       | — —                       | 4 —                       | — —                       | — —                       | — —                       | — —                       | — —                       | — —                       | — —                       | — —                       | — —                       | — —                       |                | More of the Monkees                      |
| 1969 | "Tear Drop City" "A Man Without a Dream"                                                       | 56 —                      | — —                       | 37 127                    | 33 —                      | 28 —                      | — —                       | — —                       | 27 —                      | — —                       | — —                       | — —                       | — —                       | — —                       | — —                       | 44 —                      |                | Instant Replay                           |
| 1969 | "Listen to the Band" Someday Man" (non-album track)                                            | 63 81                     | — —                       | 57 80                     | 60 74                     | 8 8                       | — —                       | — —                       | 53 74                     | — —                       | — —                       | — —                       | 78 —                      | — —                       | — —                       | — 47                      |                | The Monkees Present                      |
| 1969 | "Good Clean Fun" "Mommy and Daddy"                                                             | 82 109                    | 29 —                      | 90 101                    | 73 76                     | 13 13                     | — —                       | — —                       | 80 —                      | — —                       | — —                       | — —                       | — —                       | — —                       | — —                       | — —                       |                | The Monkees Present                      |
| 1970 | "Oh My My" "I Love You Better"                                                                 | 98 —                      | — —                       | 94 —                      | 109 —                     | 34 —                      | — —                       | — —                       | — —                       | — —                       | — —                       | — —                       | — —                       | — —                       | — —                       | — —                       |                | Changes                                  |
| 1971 | "Do It in the Name of Love" A "Lady Jane" A                                                    | — —                       | — —                       | — —                       | — —                       | — —                       | — —                       | — —                       | — —                       | — —                       | — —                       | — —                       | 93 —                      | — —                       | — —                       | — —                       |                | N/A                                      |
| 1975 | "I Remember the Feeling" B "You and I" B                                                       | — —                       | — —                       | — —                       | — —                       | — —                       | — —                       | — —                       | — —                       | — —                       | — —                       | — —                       | — —                       | — —                       | — —                       | — —                       |                | Dolenz, Jones, Boyce & Hart              |
| 1976 | "I Love You (and I'm Glad That I Said It") B "Savin' My Love for You" B                        | — —                       | — —                       | — —                       | — —                       | — —                       | — —                       | — —                       | — —                       | — —                       | — —                       | — —                       | — —                       | — —                       | — —                       | — —                       |                | Dolenz, Jones, Boyce & Hart              |
| 1976 | "Christmas Is My Time of Year" C "White Christmas" (Davy Jones solo)                           | — —                       | — —                       | — —                       | — —                       | — —                       | — —                       | — —                       | — —                       | — —                       | — —                       | — —                       | — —                       | — —                       | — —                       | — —                       |                | N/A                                      |
| 1986 | "That Was Then, This Is Now" D "(Theme From) The Monkees"                                      | 20 —                      | 24 —                      | — —                       | — —                       | 69 —                      | — —                       | — —                       | 41 —                      | — —                       | — —                       | — —                       | — —                       | — —                       | — —                       | 68 —                      |                | Then & Now... The Best of The Monkees    |
| 1986 | "Daydream Believer" (remix) "Randy Scouse Git"                                                 | 79 —                      | — —                       | — —                       | — —                       | 62 —                      | — —                       | — —                       | — —                       | — —                       | — —                       | — —                       | — —                       | — —                       | — —                       | — —                       |                | Then & Now... The Best of The Monkees    |
| 1987 | "Heart and Soul" "MGBGT" (live, from 20th Anniversary Tour 1986)                               | 87 —                      | — —                       | — —                       | — —                       | — —                       | — —                       | — —                       | — —                       | — —                       | — —                       | — —                       | — —                       | — —                       | — —                       | — —                       |                | Pool It!                                 |
| 1987 | "Every Step of the Way" "(I'll) Love You Forever" (live, from 20th Anniversary Tour 1986)      | — —                       | — —                       | — —                       | — —                       | — —                       | — —                       | — —                       | — —                       | — —                       | — —                       | — —                       | — —                       | — —                       | — —                       | — —                       |                | Pool It!                                 |
| 2016 | "She Makes Me Laugh" E                                                                         | —                         | —                         | —                         | —                         | —                         | —                         | 30                        | —                         | —                         | —                         | —                         | —                         | —                         | —                         | —                         |                | Good Times!                              |
| 2016 | "You Bring the Summer" E                                                                       | —                         | —                         | —                         | —                         | —                         | 12                        | —                         | —                         | —                         | —                         | —                         | —                         | —                         | —                         |                           |                | Good Times!                              |
| 2016 | "Me & Magdalena" E                                                                             | —                         | —                         | —                         | —                         | —                         | —                         | —                         | —                         | —                         | —                         | —                         | —                         | —                         | —                         | —                         |                | Good Times!                              |
| 2018 | "Unwrap You at Christmas" E                                                                    | —                         | —                         | —                         | —                         | —                         | —                         | —                         | —                         | —                         | —                         | —                         | —                         | —                         | —                         | —                         |                | Christmas Party                          |

## Fodnoter
A: ↑Udgivet i Japan som The Monkees, og som Mickey Dolenz & Davy Jones andre steder. Den japanske single kom ikke ind på hitlisten i 1971, men ved genudgivelsen i 1981 nåede den #93.

B: ↑Udgivet som Dolenz, Jones, Boyce & Hart.

C: ↑Udgivet i 1976 som Micky Dolenz, Davy Jones and Peter Tork. Et remix blev gendugivet i 1986 som We Three Monkees.

D: ↑Oprindeligt udgivet som The Monkees, men efterfølgende udgivet som Micky Dolenz & Peter Tork of The Monkees som følge af en varemærkedisput.

E: ↑Kun digital single.